# アリノスシジミ
アリノスシジミ（Liphyra brassolis）は、シジミチョウ科に属するチョウの一種。世界最大のシジミチョウであり、幼虫はツムギアリ Oecophylla smaragdina の巣内でアリの幼虫を捕食して育つなど、特異な形態や生態を示す種として知られる。

## 分布
インド北部から東南アジアを経てオーストラリア北部に至るまでの広い範囲に分布する。寄主であるツムギアリと同所的に分布すると考えられるが、採集される機会が少ない種であるため、既知の分布域は飛び地状になる傾向がある。

## 形態

### 卵
卵は緑色に白が混じる。円柱状の形状をしており、大きさは異なるがゴイシシジミ属 Taraka などの卵に似るという。直径は2mmを超えない。

### 幼虫
幼虫は全ての齢で扁平な楕円形をしており、背面および側面は滑らかで硬い外皮に覆われる。楕円は前方と比べて後方でわずかに広がる。背側には三本の浅い溝と気門の列がある。楕円の外周にあたる縁の部分は隆起した後、強く傾斜しながら下面に続き、体側面を形成する。腹面中央部はへこむ。へこみの内部は外皮と比べて淡色で柔らかく、頭部、胸脚、腹脚などの構造がある。この柔らかい部位は暗褐色の隆起に縁取られ、普段は外に露出しない。体表には特殊化した刺毛とソケットが分布する。口器は食性に応じて特殊化しており、大顎には三本の歯が確認できる。触角は二節のみで構成される。

### 蛹
蛹はシジミチョウ科のものとしては非常に大きく、体長28mm、幅14mm、体高10mmにもなる。基本的な形状自体は一般的なシジミチョウのものとあまり変わらないが、蛹化の際、終齢幼虫が外皮の内部で蛹化することによって囲蛹殻 を形成する点で特異である。囲蛹は背側が膨らみ、湯たんぽのような形状になる。また、囲蛹殻内部の蛹は、幼虫の外皮の形状に合わせて腹側が少しへこむなどの変化が見られる。

### 成虫
成虫は前翅の開帳が70mm、あるいは80 - 90mmに達し、世界最大のシジミチョウとして知られる。胴は太く、その巨大さと相まって、一見、大きなセセリチョウ科に似る。前翅頂はやや尖り、後翅は歪んだ洋梨状になる。翅表には黒色の部位とオレンジ色の部位があり、斑紋は雌雄で異なる。翅裏はくすんだ黄褐色や紫がかった黒褐色で、土あるいは枯れ葉のような色彩を呈する。翅の斑紋には地域変異が見られる。成虫は口吻を完全に喪失する。

## 生態

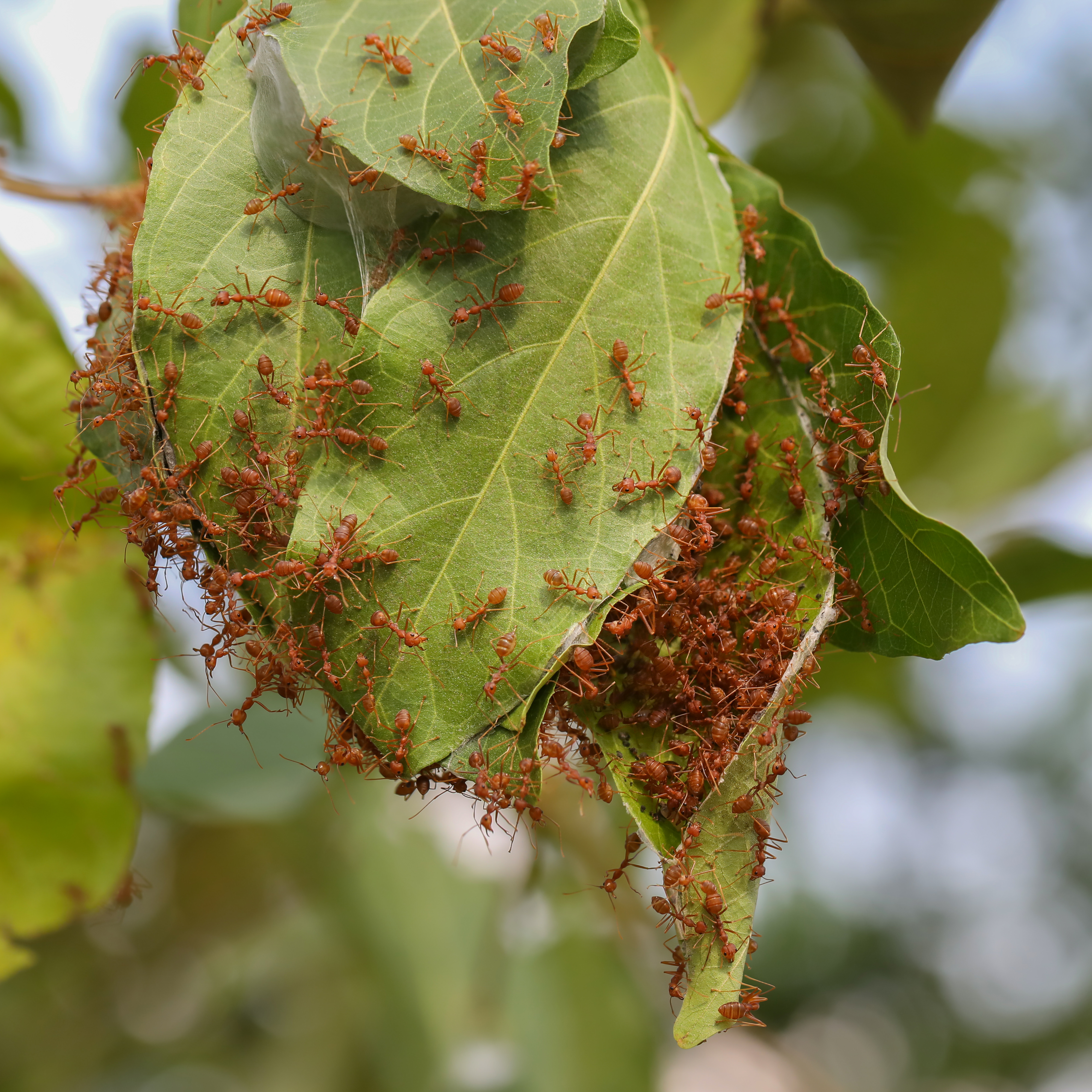
ツムギアリの巣, ラオス

本種の幼虫はツムギアリ O. smaragdina の巣内でアリの幼虫を捕食して生育する。幼虫は硬い外皮によってアリ成虫からの攻撃を防ぎ、巣内のアリ幼虫を一方的に捕食することができる。体が柔らかく無防備になりやすい脱皮や蛹化の際にも、アリ成虫に襲われないための適応が見られる。脱皮の場合、幼虫が古い皮から抜け出す際に皮が下面から左右に割けることで、古い皮と脱皮後の幼虫の区別がつきにくいという。蛹化は前述のように終齢幼虫の外皮の中で行われ、蛹化直後の無防備な蛹はアリ成虫に攻撃されない。幼虫は大顎を獲物の体に突き刺し、体液を吸い取る。
成虫は蛹化してから 21 - 25日後に羽化するという。蛹から羽化した成虫は翅を伸ばすためにアリの巣の外に出なければならないが、この際には体を覆う特殊な鱗粉がアリの攻撃から身を守るために役に立つ。羽化直後の成虫は、まだ縮まっている翅、脚、触角が極めて剥がれやすい白い鱗粉に覆われて灰色っぽく見える。また、腹部の下面から側面にかけてには繊維状の濃い灰色の鱗粉が分厚く密に生えており、アリの攻撃はこれらの鱗粉によって防がれ、成虫は無傷で巣の外に出ることができる。無事に巣の外へと出た成虫は植物にぶら下がって翅を伸ばす。翅が伸びきるまでの時間は他の蝶より長く、25-30分かかるという。
前述のとおり成虫の口吻は退化するため、羽化した後は餌を摂らず、幼虫期に得た栄養のみで活動すると考えられる。成虫は主として薄明薄暮性を示すが、日中に飛翔したり、夜間に人工光源に飛来したりする例も観察されている。産卵は通常、寄主アリの巣が存在する植物上に行われる。卵から孵化した幼虫がいつどのようにアリの巣へ侵入するのかは確かめられていないが、初齢幼虫がアリのフェロモンを追跡することで巣を見つけ、侵入を果たすと考えられている。
本種の属するシジミチョウ科はアリと関係の深い分類群として知られ、生活史が判明している種のうちおよそ75％が何らかの形でアリとの関係を持ち、科内では様々な程度・様式の好蟻性（英語: Myrmecophily）が見られる。シジミチョウ科における好蟻性は一般に、主に化学的信号の媒介によってアリを制御する三種類の好蟻性器官（myrmecophilous organs）、すなわち蜜腺（dorsal nectary organ）、伸縮突起（tentacle organs）、PCOs（Pore cupola organs）によって維持されている。しかしながら本種の幼虫は蜜腺および伸縮突起を持たず、PCOs の存在も確実には知られていない。したがって、本種の幼虫の寄生的な好蟻性は機械的な防御に重きを置くことで成立していると考えられており、シジミチョウ科における好蟻性の進化を考える上でも興味深い事例となっている。

## 人との関係
特異な昆虫として有名であるが、成虫が採集される機会は少ない。タイ王国のツムギアリを食用としている地域においては、本種の幼虫が「大きなアリ」または「女王アリ」と認識され、ツムギアリと共に食べられることがあるという。同様の事例は本種が分布する他の地域でも起きている可能性がある。